# 주추

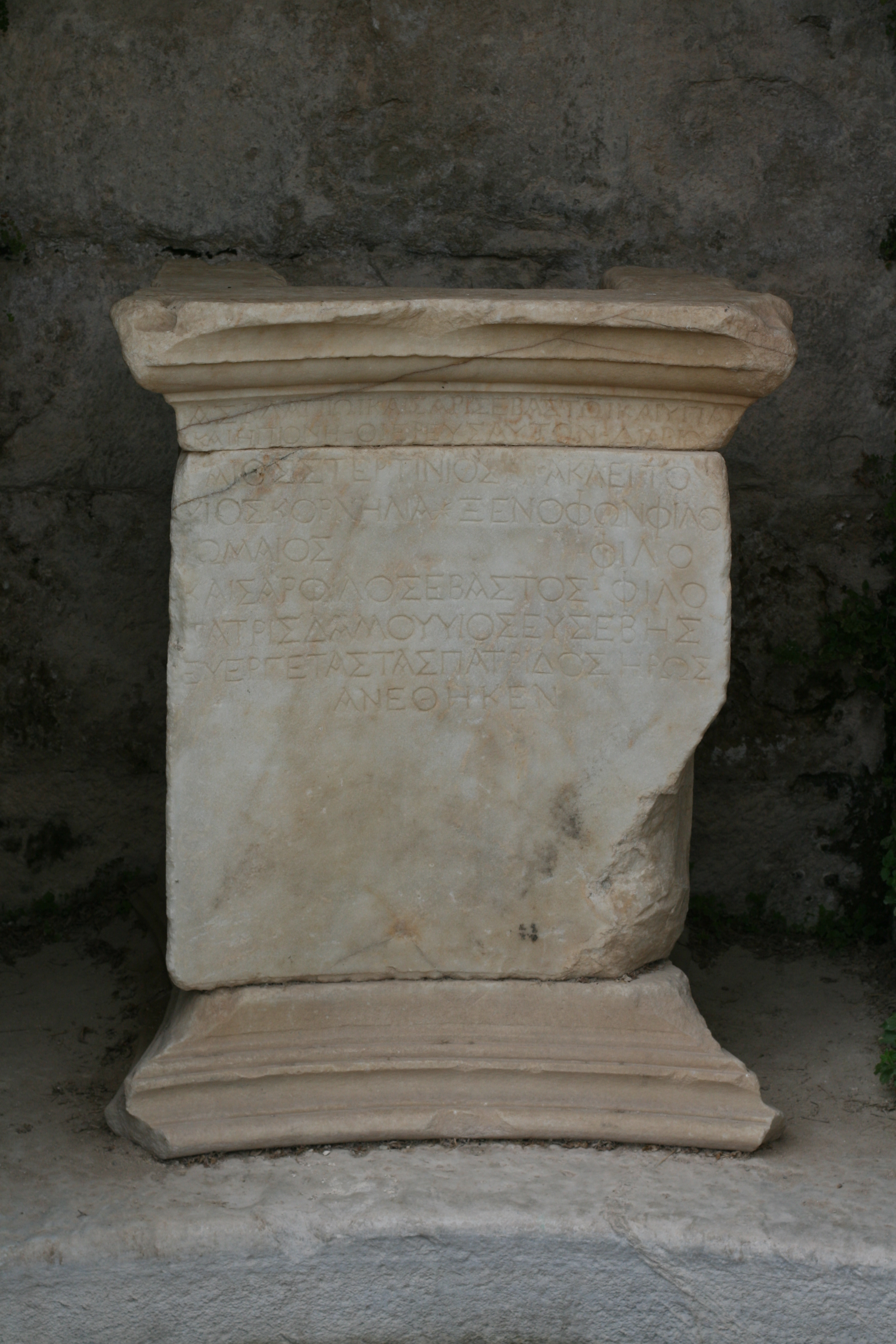

주추(Plinth, 플린스)는 건축에서 기둥, 상, 기념비 등의 받침대를 말한다. 고트프리트 젬퍼의 저서인 《건축의 4요소》에서 플린스, 벽난로, 지붕, 벽이 건축 이론의 모든 것이다고 나와 있다. 플린스는 주로 바닥에 바로 둔다. 젬퍼에 따르면 플린스는 땅과 건축물의 중재 역할을 한다고 한다.
댐 건축에서, 플린스는 땅과 댐의 연결고리를 뜻한다. 아치형 댐에서는 '기초벽'이라는 표현을 쓴다.

## 같이 보기
- 페데스탈
- 소클